# زمین‌لرزه کرت
زمین‌لرزه کرت ممکن است به یکی از موارد زیر اشاره داشته باشد:
- زمین‌لرزه ۲۰۰۹ کرت
- زمین‌لرزه ۳۶۵ کرت